# كابياتا
كابياتا هي مديرية في باراغواي، تتبع الإدارة المركزية (باراغواي)، بلغ عدد سكانها 232٬257 نسمة، تبلغ مساحتها 82 كيلومتر مربع.

## أعلام
- فرناندو فرنانديز
- ميغيل ساموديو
- أوسمار موليناس
- دومينغو بينيغاس
- رودولفو غولن